# Combat Leader
Combat Leader est un jeu vidéo de type wargame créé par David Hille et publié par Strategic Simulations en 1983 sur Atari 8-bit et plus tard porté sur Commodore 64. Le jeu simule des combats tactiques sur une période qui va de la Seconde Guerre mondiale à la fin du XXe siècle. Le joueur peut y commander une compagnie ou prendre le contrôle d’un peloton et laisser l’ordinateur ou un autre joueur commander la compagnie. Le joueur peut contrôler ses unités individuellement ou leur donner des ordres plus généraux et laisser l’ordinateurs gérer leur comportement dans le détail. Les déplacements et les tirs des unités sont gérés en temps réel et en simultané. Une partie se déroule sur une carte à défilement latéral qui est généré aléatoirement. Le jeu propose plusieurs scénarios avec chacun des objectifs spécifique comme détruire les unités adverses, prendre le contrôle d’une zone, maintenir une ligne défensive ou infiltrer le camp ennemi. À sa sortie, Combat Leader est salué par la presse spécialisée. Le magazine Computer Gaming World le décrit ainsi comme l’un des « meilleurs wargames tactiques » disponible du fait de ses nombreuses qualités dont ses graphismes, sa rapidité, son interface facile à prendre en main, son réalisme, ses nombreuses options et sa gestion en temps réel des déplacements et des tirs. Le magazine Antic salue également sa réalisation et ajoute que le jeu parvient à recréer de manière réaliste le chaos et la complexité des combats tactiques tout en restant simple d'utilisation. De son côté, le magazine Analog Computing met notamment en avant ses nombreuses innovations, qui le différencie des autres simulations tactiques sur ordinateur. 

## Système de jeu
Combat Leader est un wargame qui simule des combats tactiques sur une période qui va de la Seconde Guerre mondiale à la fin du XXe siècle. Le joueur peut y commander une compagnie ou prendre le contrôle d’un peloton et laisser l’ordinateur ou un autre joueur commander la compagnie. Une partie oppose un ou deux joueurs à l’ordinateur.
Le jeu se déroule sur une carte à défilement vertical. La carte est composée de différents types de terrains, identifiés par des symboles, qui influencent le mouvement, le champ de vision et la protection des unités. Les unités d’infanterie, les chars de combat et les autres véhicules blindés sont représentés individuellement à l’écran. La carte est générée aléatoirement à chaque partie et le joueur peut paramétrer la distribution des terrains qui la compose. S’il le souhaite, le joueur peut rejouer plusieurs fois sur la même carte. Le joueur peut également créer ses propres scénarios, ou en sélectionner un parmi les six proposés dans le jeu. Deux d’entre eux sont plutôt simple et sont avant tout destiné à apprendre à jouer. Les autres proposent différents objectifs comme détruire autant d’unités adverses que possible, prendre et garder le contrôle d’une zone, maintenir une ligne de défense ou infiltrer le camp adverse dans une mission de reconnaissance.
Au début d’une partie, les unités du joueur sont positionnées en bas de la carte et celle de l’adversaire en haut. Le joueur peut contrôler les unités individuellement ou leur donner des ordres plus généraux et laisser ensuite l’ordinateurs gérer leur comportement de dans le détail. Les déplacements et les tirs des unités sont gérés en temps réel et en simultané et la vitesse du jeu peut être ajustée. Le programme gère les champs de vision des unités et un brouillard de guerre. Le joueur ne voit ainsi que les troupes ennemies qui ont déjà été repérées par les siennes et une unité cachée derrière une colline ou dans une forêt est plus difficile à repérer. Le champ de vision limite également les cibles que les unités peuvent attaquer avec un fusil ou une arme automatique. Par contre, il est possible de viser une cible invisible avec une arme comme le mortier. Le programme prend aussi en compte le moral des troupes qui peuvent ainsi paniquer et hésiter à riposter lorsqu’elles sont sous le feu de l’ennemi.

## Développement et publications
Combat Leader est le premier jeu vidéo développé par David Hill. Il est publié par Strategic Simulations dans la gamme RapidFire en juin 1983 sur Atari 8-bit,. Il est plus tard porté sur Commodore 64. Le jeu est également publié au Royaume-Uni par US Gold en janvier 1985. Toujours au Royaume-Uni, il est réédité en 1987 dans une compilation baptisée War Game Greats qui inclut également trois autres wargame publiés par Strategic Simulations : Tigers in the Snow (1981), Battle for Normandy (1982) et Knights of The Desert (1983).

## Accueil
À sa sortie, Combat Leader est salué par la presse spécialisée. Le journaliste Floyd Mathews du magazine Computer Gaming World le décrit ainsi comme un jeu « excellent » et comme l’un des « meilleurs wargames tactiques » disponible sur ordinateur. Il estime en effet que le jeu possède de nombreuses qualités, dont ses « superbes » graphismes et effets sonores, sa rapidité d’exécution, son réalisme, son interface facile à prendre en main et l’option de créer un nombre infini de scénarios. Il explique également qu’il bénéficie de « superbes fonctionnalités » comme la gestion simultanée et en temps réel des déplacements et des tirs et la prise en compte réaliste du champ de vision et des restrictions de tirs. Il juge enfin que son intelligence artificielle parvient à être « compétitive » alors que, contrairement à la plupart des wargames,  elle joue avec les mêmes règles que le joueur, sans avantages particulier. Pour le journaliste Pat Kelley du magazine Analog Computing, le jeu innove sur de nombreux aspects et se différencie donc de manière « rafraichissante » des autres simulations tactiques sur ordinateur. Il estime également que ses graphismes, ses effets sonores et sa jouabilité son « plutôt corrects ». En conclusion, il explique que Combat Leader parvient à « impliquer le joueur » d’une manière rarement vue dans un jeu sur ordinateur et qu’il est « difficile d’en décrocher ». Le journaliste Edward Bever du magazine Antic explique tout d’abord que, malgré quelques simplifications et inexactitudes, le jeu parvient à une certaine forme de réalisme. D’après lui, le jeu nécessite en effet d’employer les mêmes tactiques que celles utilisées sur un vrai champ de bataille et il réussit à transmettre au joueur le sentiment d’incertitude et d’impératif inhérent aux combats modernes. Techniquement, il considère que ses graphismes son « excellent », que son programme est « rapide » et que son interface est facile à prendre en main et à utiliser. Bien qu’il le juge difficile à maitriser, il estime donc que c’est un plaisirs d’y jouer. Il relève néanmoins quelques défauts en expliquant qu’il est souvent difficile de distinguer les unités et qu’il est fréquent de se tromper de commande, mais ajoute que ces difficultés sont sans doute intentionnelles. En conclusion, il salue la capacité du jeu à recréer le chaos des combats tactiques d’une manière qui ne le rend pas plus difficile à jouer, mais qui rend simplement la victoire plus difficile à obtenir.
Lorsque Combat Leader est publié au Royaume-Uni en 1985, les journalistes du magazine Zzap!64 saluent l’originalité de son gameplay en temps réel, qu’ils jugent « inhabituel » dans un wargame. Ils jugent en revanche que ses graphismes monochromes sont  « décevant » même si, d’après eux, cet aspect est compensé par sa richesse et sa difficulté. Ils font en effet l’éloge de ses nombreuses options et expliquent que, bien qu’il soit moins complexe que la plupart des wargames, il reste difficile et qu’il est donc nécessaire de bien étudier le manuel d’instruction  et de consacrer du temps à le prendre en main pour en profiter pleinement. Plus globalement, ils estiment qu’il ne plaira pas aux joueurs « hyperactifs » mais qu’il constitue une alternative intéressante pour les joueurs appréciant la stratégie, qu’ils soient fans de wargames ou non. Ils critiquent en revanche son prix, qu’il juge élevé malgré son packaging de qualité, et lui attribuent donc un score de seulement 63 %.